# Marcelli Janecki
Marcelli Janecki (également Martellus von Janecki, né le 3 novembre 1855 à Grätz et mort le 6 décembre 1899 à Berlin) est un officier et généalogiste prussien.

## Biographie
Janecki, dont les premières années sont restées inconnues, est officier dans l'armée prussienne. Depuis 1884 au plus tard, il est étudiant invité à l'Université de Leipzig (depuis lors, il y est membre extraordinaire de l'association étudiante « Roter Löwe » et membre honoraire depuis la fin de 1887). Même à l'époque, son titre professionnel est « généalogiste ». En tant que tel, il rejoint le 16 avril 1889 l'association héraldique Herold à Berlin avec et après la mort du seigneur von Eberstein (de) il reprend l'édition des manuels de la noblesse prussienne parrainé par l'héraldique royale prussienne. À partir de la fin de l'année 1890, il est le chef du département de généalogie de l'Herold En outre, il est actif dans la publication de sujets historiques et d'histoire familiale, notamment en tant que collaborateur du Deutsches Adelsblatt avec des sujets d'histoire et d'histoire familiale. Il est également rédacteur en chef de l'annuaire de la noblesse allemande publié par l'Association de la noblesse allemande.
Janecki appartient à la communauté d'armoiries de Rola avec ses armoiries familiales et est resté célibataire.

## Travaux
Auteur
- Erhielten die Juden in Polen durch die Taufe den Adelstand? Berlin 1888 (Digitalisat) im Münchener Digitalisierungszentrum
- Die staatsrechtliche Stellung des polnischen Adels. Berlin 1897 (books.google.de).
- Preußens Schwertadel 1871–1896 ein genealogisches Handbuch. Berlin 1897 (books.google.de).
- Einige Bemerkungen zu der Schrift des Dr. jur. utr. et phil. Stephan Kekulé v. Stradonitz, die Ahnen der Modeste von Unruh. Guben 1898.

Éditeur
- Handbuch des Preußischen Adels. 2 Bände. Berlin 1892 und 1893 (Band 1, 1892 urn:nbn:de:hbz:061:1-45668, Band 2, 1893 urn:nbn:de:hbz:061:1-460524)
- Jahrbuch des Deutschen Adels. 3 Bände. Berlin 1896, 1898 und 1899, Band 1 (PDF) Band 2 (PDF) Band 3 (PDF) bei rambow.de